# 20135 Juels
20135 Juels (1996 JC) là một tiểu hành tinh vành đai chính được phát hiện ngày 7 tháng 5 năm 1996 bởi P. G. Comba ở Prescott.